# アスティ (ワイン)

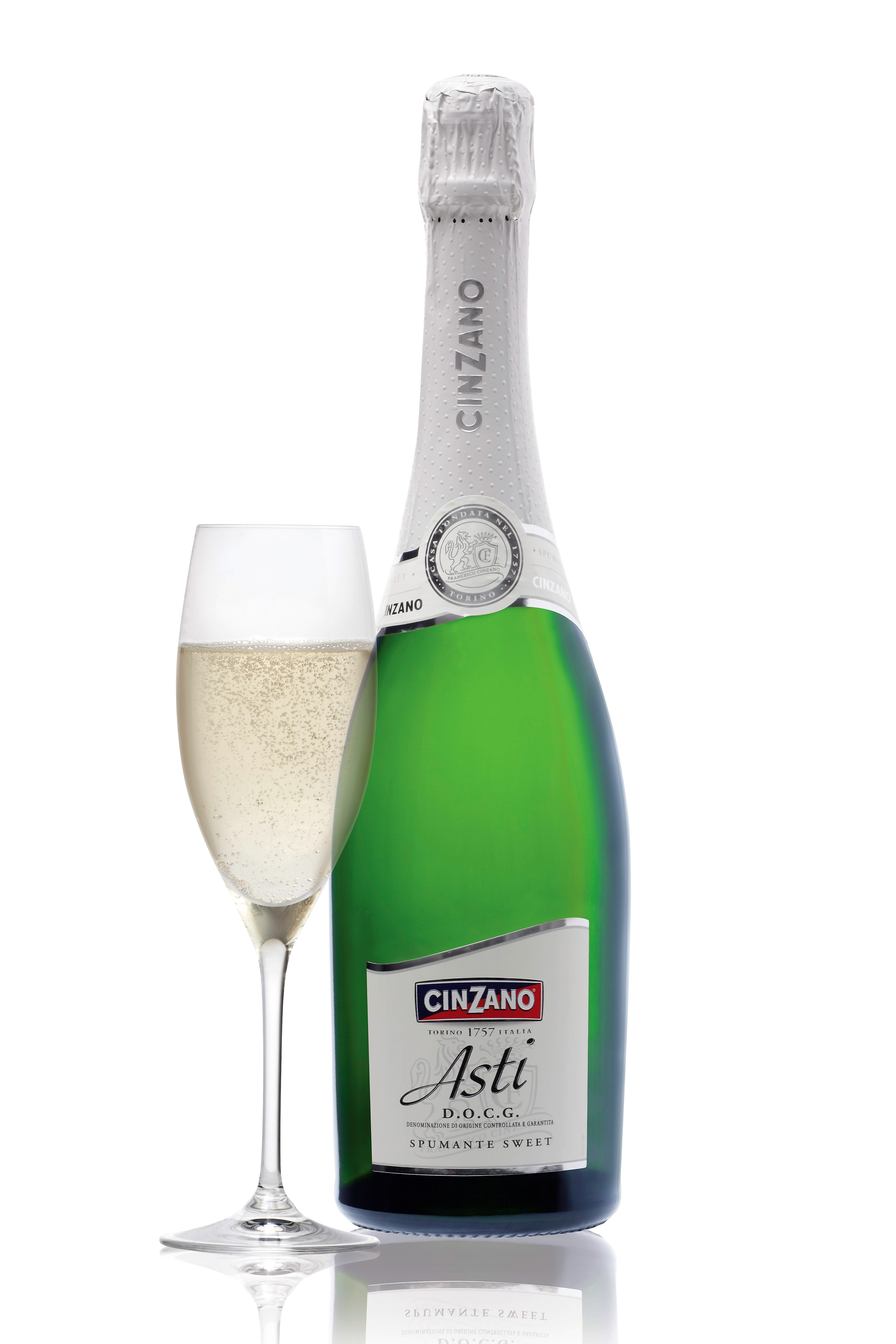
アスティ

アスティ (Asti) または アスティ・スプマンテ (Asti spumante) は、イタリアのDOCGワインで、アスティ県、およびアレッサンドリア県、クーネオ県で生産されたものが認定されている。

## 性質や特徴
- 色: 麦わらの黄色または非常に薄い金色、輝くような透明で泡は繊細で持続する。
- 芳香: 上品で繊細なモスカートの特徴的な香り。
- 味: モスカートの特徴と芳香。繊細な甘さでバランスが取れている。

## 略歴
モスカート・ビアンコは古いブドウ品種で、おそらく地中海当方沿岸から来た。

## 原産地
最初のアスティの生産地域は1932年に遡る。

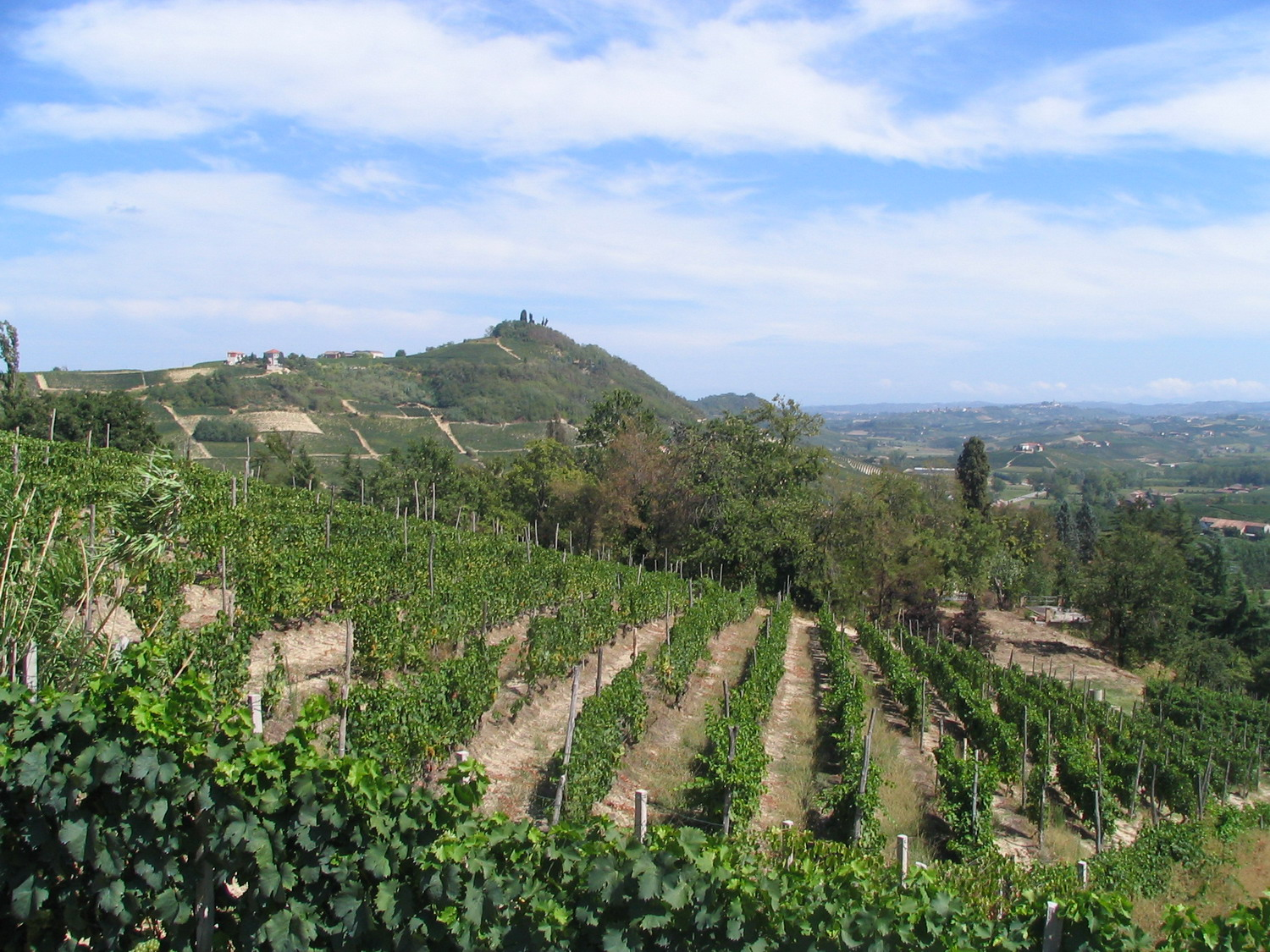
コスティリオーレ・ダスティ地区

以下の45コムーネが該当:アックイ・テルメ (AL)、アーリチェ・ベル・コッレ (AL) 、アスティ、 ビスターニョ (AL)、 ブッビオ (AT)、 カラマンドラーナ (AT)、 カロッソ (AT)、カーモ (CN)、 カネッリ (AT)、 カッシナスコ (AT)、 カッシーネ (AL)、 カスタニョーレ・デッレ・ランツェ (AT)、 カステル・ボリオーネ (AT)、 カステル・ロッケーロ (AT)、 カステッレット・モリーナ (AL)、 カステルヌオーヴォ・ベルボ (AT)、 カスティリオーネ・ティネッラ (CN)、 チェッソレ (AT)、 コアッツォーロ (AT)、 コッサーノ・ベルボ (CN)、 コスティリオーレ・ダスティ (AT)、フォンタニーレ (AT)、 グロニャルド (AL)、 インチーザ・スカパッチーノ (AT)、 ロアッツォーロ (AT)、 マンゴ (CN)、 マランツァーナ (AT)、 モアスカ (AT)、 モンバルッツォ (AT)、 モナステーロ・ボルミダ (AT)、 モンタボーネ (AT)、 ネイヴェ (CN)、 ネヴィーリエ (CN)、 ニッツァ・モンフェッラート (AT)、 クアランティ (AT)、 リカルドーネ (AL)、 ロッケッタ・ベルボ (CN)、 サン・マルツァーノ・オリヴェート (AT)、 サント・ステーファノ・ベルボ (CN)、 セッサーメ (AT)、 ストレーヴィ (AL)、 テルツォ (AL)、 トレイゾ (CN)、 トレッツォ・ティネッラ (CN)、 ヴェージメ (AT)、 ヴィゾーネ (AL)。

以下は後に追加されたもの:ロッケッタ・パラフェーア(AT)、 アルバ、 サンタ・ヴィットーリア・ダルバ(CN)、 セッラルンガ・ダルバ (CN) （以上1967年）および カスティノ (CN)、ペルレット (CN)、サン・ジョルジョ・スカランピ(AT) （以上1976年）。

## アスティの保護のための組合
アスティの保護のための組合は、1932年12月17日に公式に発足し、1934年に公認された。
原産地、ブドウ品種、生産と分類技術の規定に専念するために生まれ、今日では認知させる事と世界中に拡がるアスティの品質管理を行うという課題がある
適切でない生産物に対しては、組合の認定印を与えない。
組合本部はアスティのローマ広場10番のガスタルディ宮殿にある。

## おすすめの組み合わせ
アスティは摂氏6-8度で提供する。
アルコール分が控え目な「アマービレ」は昼食の終わりに果物やデザートと合わせる。

## 生産
県、時期、量（100リットル単位）
| 年      | アレッサンドリア | アスティ  | クーネオ  |
| ------- | ---------------- | --------- | --------- |
| 1991/92 | -                | _         | 243646.0  |
| 1992/93 | -                | -         | -         |
| 1993/94 | -                | -         | 288046.0  |
| 1994/95 | 97771.93         | 254688.92 | 285476.15 |
| 1995/96 | 91783.9          | 235778.0  | 247877.0  |
| 1996/97 | 102041.95        | 271356.68 | 314841.2  |

## 生産者（ワイナリー）
- トスティ